# أكرم خان الدراني
أكرم خان الدراني (بالأردوية: اکرم خان درانی)‏؛ (2 مارس 1960 - )، سياسي باكستاني وهو الزعيم الحالي للمعارضة في مجلس مقاطعة خيبر بختونخوا منذ 2 أكتوبر 2018.
شغل منصب رئيس وزراء خيبر باختونخوا من 2002 إلى 2007. عمل وزيرًا اتحاديًا للإسكان والأشغال في حكومة العباسي من أغسطس 2017 إلى مايو 2018، ووزيرًا اتحاديًا للإسكان والأشغال في وزارة شريف الثالثة من يونيو 2013 إلى يوليو 2017. وكان عضوًا في الجمعية الوطنية الباكستانية من يونيو 2013 إلى مايو 2018.